# ミカ・ストルツマン
ミカ・ストルツマン（英: Mika Stoltzman、1964年 - ）は、日本のマリンバ奏者である。熊本県本渡市（現・天草市）出身。現在はニューヨーク在住。カナダ・トロント大学でパーカッショングループNEXUSに師事。現在はニューヨークでジャズをマイク・マイニエリに師事しながら幅広い演奏活動を展開している。ジャズのみならずクラシック、ポップスなどのジャンルで演奏を行なう。2012年にアメリカ人クラリネット奏者リチャード・ストルツマンと結婚して、吉田ミカからミカ・ストルツマンへと改名した。

## 略歴
1964年、北海道で生まれて生後まもなく熊本県本渡市に移住。熊本音楽短大（現・平成音楽大学）を卒業後、小中学校で音楽講師を務め、その後熊本音楽短大で非常勤講師を務めながらマリンバ教室を主宰して後進の育成に力を注いだ。1991年にツトム・ヤマシタに出会ったことをきっかけに海外に目を向け、1994年に短期留学。その後30歳で演奏家としてのキャリアを開始。
2000年、カナダ・トロントでトロント大学音楽学部上級演奏家コース修了。帰国後は熊本県天草市を拠点に活動したのち、2008年からニューヨークに移住、以来ニューヨークを拠点として活動している。

## 演奏活動
1997年、ハンガリー・ブダペストにてリサイタル。1998年、米アトランタにてリサイタル。
2001年、2004年にニューヨーク・カーネギー・ホール（リサイタル・ホール）、2007年1月にはカーネギー・ホール（ザンケル・ホール）でリサイタルを開催。全米打楽器協会国際コンベンション（英: Percussive Arts Society International Convention, PASIC）2005・2007に招聘され、クリニックとコンサートを行う。東京では2000年王子ホール、2003年トッパンホール、2006年浜離宮朝日ホールでリサイタルを開催。
2005年、2007年、2008年と熊本県天草市（2005年当時は旧・本渡市）において、リチャード・ストルツマン、エディ・ゴメス、スティーヴ・ガッド等を招いた天草国際音楽祭「アイランド・マジック」を企画・運営した。
2009年春、スティーヴ・ガッド、エディ・ゴメス、ピーター・ジョン・ストルツマン（英: Peter John Stoltzman）とともに「MIKA MARIMBA MADNESS」として日本で5公演。その内の玉名公演のライブDVDが米ParmaRecording（NAXOS）よりリリースされている。
2010年春、スティーヴ・ガッドのプロデュースによるアルバム「Mikarimba!」を発表、完成を記念した日本ツアーを6か所で開催。同年9月、ビデオアーツ・ミュージックより日本で同アルバムを発売。
2011年1月、「Mikarimba Madness with Gadd & Gomez」としてカーネギー・ホール（ザンケル・ホール）でリチャード・ストルツマン、エディ・ゴメス、スティーヴ・ガッドと共に初めてのジャズ・コンサート開催。2回のスタンディングオベーションを受けた。
また2011年2月10日NYのLePoissonRouge（ポアソンルージュ）でのリチャード・ストルツマンとのデュオ公演を実施。バッハ、ラヴェル、ライヒを初めとするクラシック作品をソロ及びデュオにて演奏。8月、ブルーノート東京など、Steve Gadd & Eddie Gomezとのプロジェクトバンド「MIKARIMBA」で日本ツアー全国6都市で公演。
2012年1月、Jazzの巨匠チック・コリアが吉田ミカのために"Marika Groove"を作曲した。4月4日、カーネギーホールでMikaYoshida&Richard Stoltzman"New Gerne"DUOリサイタル開催。チック・コリア新曲MarikaGroove含む全8曲を全て世界初演。
2013年、スティーヴガッドのプロデュース第2弾アルバムCD"If you believe"リリース。
5月30日カーネギーワイルリサイタルホールで"New Gerne Part 2"開催。ジョン ゾーン、ソロマリンバ新曲を世界初演。チックコリアも友情出演した。またメキシコのハラパ交響楽団に招聘されてチックコリア作曲マリンバ協奏曲を世界初演。
2014年9月12日、自身の50歳を記念に“くまもと赤の音楽祭”を企画立案して小山薫堂演出＆ブラジルからマルコス・ヴェリなどを迎え熊本県立劇場で開催。10月、バンドMIKARIMBAでもスティーヴ・ガッド、エディ・ゴメス等と共にブルーノート東京はじめとする全国8カ所でツアー。12月、チアパス州国際マリンバフェスティバル招聘演奏。
これまでにロックポート室内楽フェスティバル、ロックポートジャズフェスティバル、エジプト・カイロジャズフェスティバル、テキサス州オースチン室内楽フェスティバル、香港技科大学など各地の音楽祭でも頻繁に招聘され演奏している。
2015 - 2016年、プロデューサーSteven Epstein（グラミー賞17回受賞）を迎えて、リチャード・ストルツマンとのDUOアルバムの録音。チックコリアとBMOP（ボストンモダンオーケストラ）がゲストで参加した。
2017年3月、CD"Duo Cantando"リリース（日本コロムビア、米サヴォイ）。
2019年6月、CD“Palimpsest” リリース（英国AVIE レコード、東京エムプラス)。
2019年8月、CD“Tapereba”リリース(米ナクサス)。
2022年6月、CD"Sprit of Chick Corea"リリース(Eight Iskands Record、ディスクユニオン）。
2022年12月、LP”SOLO"リリース（ディスクユニオン）。
2023年5月、"Marimba Soul"リリース （ディスクユニオン）。
米「Sylers Percussion」（MikaYoshidaシグネチャーマレット発売）「デ・マロウマリンバ」契約アーティスト。

## ディスコグラフィ

### CD
- 1998年「Mitsue」
- 2003年「Marimba Phase」（Monroe Street Music）
- 2010年「Mikarimba!」（日本版：ビデオアーツ・ミュージック）
- 2013年「If you believe」（日本盤ティーガ・ミュージック）
- 2017年「Duo Cantando」（日本コロムビア）
- 2019年「Palimpsest」(英国AVIE Record,東京エムプラス)
- 2019年「Tapereba」(米ビッグラウンド レコード、米ナクサス)
- 2022年6月CD"Sprit of Chick Corea"リリース(Eight Iskands Record、ディスクユニオン）
- 2022年12月LP”SOLO"リリース（ディスクユニオン）
- 2023年5月"Marimba Soul"リリース （ディスクユニオン）
- 現代作曲家スティーヴ・ライヒのCD『Triple Qurtet』（ノンサッチ）に『Tokyo/Vermont Counterpoint』で編曲・演奏で参加。
- リチャード・ストルツマンのCD『Variations and Fantasies』(BMG JAPAN)、CD『Last solo album』（日本コロムビア）にも録音参加。
- 久石譲 CD「Asian X.T.C」（ユニバーサルJapan）にも録音参加。

#### 共演
- チック・コリア（ピアノ）
- スティーヴ・ガッド（ドラム）
- エディ・ゴメス（ベース）
- リチャード・ストルツマン（クラリネット）
- ネクサス（パーカッション）
- ジョン・トロペイ（ギター）
- マイク・マイニエリ（バイヴ）
- ジョン・パティトゥッチ（ベース）
- ジェフリーキーざー（ピアノ）
- 塩谷哲（ピアノ）

他多数。

### DVD
- 2009年「MIKA MARIMBA MADNESS」（ParmaRecording（NAXOS））